# Rukomet na OI 2004.
Rukomet na Olimpijskim igrama u Ateni 2004. okupio je na olimpijskom turniru 12 momčadi i 10 djevojčadi.
Hrvatski izbornik je na pripreme za ove olimpijske igre pozvao ove igrače: vratari: Vladimir Šola, Venio Losert i Valter Matošević, lijeva krila: Nikša Kaleb i Goran Šprem, desna krila: Mirza Džomba i Vedran Zrnić, kružni napadači: Igor Vori, Patrik Ćavar i Matija Štritof, vanjski igrači: Tonči Valčić, Blaženko Lacković, Davor Dominiković, Ivica Obrvan, Drago Vuković, Ivano Balić, Slavko Goluža, Denis Špoljarić, Petar Metličić, Igor Kos i Tomislav Brož. Od planiranih na popisu nije bio Renato Sulić. U pričuvi su bili: Mario Kelentrić, Ivan Vukas, Zoran Jeftić, Krešimir Ivanković, Franjo Lelić, Ivan Pongračić, Boris Lisica i Nikola Blažičko.

## Osvajači medalja

### Muški
| Zlato | Srebro | Bronca |
| --- | --- | --- |
| Hrvatska Venio Losert Vlado Šola Valter Matošević Nikša Kaleb Ivano Balić Blaženko Lacković Vedran Zrnić Igor Vori Davor Dominiković Mirza Džomba Drago Vuković Slavko Goluža Goran Šprem Denis Špoljarić Petar Metličić trener Lino Červar | Njemačka Henning Fritz Christian Ramota Pascal Hens Mark Dragunski Stefan Kretzschmar Jan Olaf Immel Christian Schwarzer Klaus-Dieter Petersen Volker Zerbe Markus Baur Christian Zeitz Torsten Jansen Daniel Stephan Florian Kehrmann trener Heiner Brand | Rusija Andrej Lavrov Aleksej Kostygov Vitalij Ivanov Oleg Kulešev Denis Krivošlykov Aljaksandr Tučkin Vasilij Kudinov Pavel Baškin Dmitrij Torgovanov Aleksandr Gorbatikov Aleksej Rastvorcev Vjačeslav Gorpičin Sergej Pogorelov Mihail Čipurin Eduard Kokšarov trener Vladimir Maksimov |

### Žene
| Zlato | Srebro | Bronca |
| --- | --- | --- |
| Danska Louise Bager Nørgaard Karin Ørnhøj Mortensen Rikke Poulsen Schmidt Rikke Skov Henriette Rønde Mikkelsen Mette Vestergaard Rikke Hørlykke Jørgensen Camilla Ingemann Thomsen Lotte Kiærskou Trine Jensen Katrine Fruelund Kristine Andersen Karen Brødsgaard Line Daugaard Josephine Touray trener Jan Pytlick | Južna Koreja Oh Yong-Ran Moon Kyeong-Ha Woo Sun-Hee Huh Soon-Young Lee Gong-Joo Jang So-Hee Kim Hyun-Ok Kim Cha-Youn Oh Seong-Ok Huh Young-Sook Lim O-Kyeong Lee Sang-Eun Myoung Bok-Hee Choi Im-Jeong Moon Pil-Hee trener Lim Young-Chul | Ukrajina Natalija Borysenko Iryna Hončarova Larysa Zaspa Ganna Burmystrova Tetjana Šinkarenko Maryna Vergeljuk Olena Jacenko Ganna Siukalo Olena Radčenko Olena Cygica Galyna Markuševska Ljudmyla Ševčenko Natalija Ljapina Anastasija Borodina Oksana Rajhel trener Leonid Ratner |